# Dermatofibroma
Un dermatofibroma, o histiocitoma fibrós benigne, és un nòdul benigne a la pell, normalment a les cames, els colzes i el pit d'un adult. Normalment és indolor.
La seva mida sol oscil·lar entre 0,2 cm i 2 cm, però se n'han trobat de més grans. Normalment resulta d'un trauma lleu com ara una picada d'insecte. Els factors de risc per desenvolupar múltiples dermatofibromes inclouen el lupus, el VIH, el càncer de sang i alguns medicaments que debiliten la immunitat.
Normalment es diagnostica pel seu aspecte, però pot ser necessària una biòpsia. Pot assemblar-se al tumor de cèl·lules granulars, el melanoma, l'acantoma de cèl·lules clares i la dermatofibrosi lenticular disseminada. En general (a part de l'explicació), normalment no es necessita cap tractament. Pot romandre sense canvis durant anys, però es pot resoldre espontàniament.